# En una noche tan linda como ésta
En una noche tan linda como ésta es el primer álbum en vivo (sexto cronológicamente) de la banda venezolana Los Amigos Invisibles, fue lanzado al mercado en el 2008. El álbum está grabado en el Aula Magna de la Universidad Central de Venezuela para celebrar los 15 años de la banda e incluye un recorrido por los temas más conocidos de la banda.

## Lista de canciones

### CD 1
1. Miss Venezuela
2. Que Rico
3. Yo no sé
4. Amor
5. Diablo
6. Nada que decir
7. Groupie
8. All day today
9. Curda y pan
10. Ponerte en cuatro
11. Ease your mind
12. Isyormain
13. Esto es lo que hay
14. Llegaste tarde

### CD 2
1. Si tu te vas
2. Rosario
3. Playa azul
4. Aldemaro en su camaro
5. San Agustín
6. Arepa 3000
7. Yo soy así
8. Ultrafunk
9. Mujer policía
10. Superfucker
11. La vecina
12. El disco anal
13. El baile del sobón

Bonus Tracks
1. *Cuchi cuchi
2. *Sexy

## DVD
1.er Bloque
SET BAILOTERAPIA:
1. Que rico
2. Yo no sé
3. Amor
4. Diablo
5. Nada que decir
6. Groupie
7. All day today
8. Ponerte en cuatro

2.º Bloque
SER CARIOQUI:
Documental intro: Esto es lo que hay
1. Esto es lo que hay

Documental intro: Si tu te vas
1. Si tú te vas

Documental intro: Yo soy así
1. Yo soy así
2. Ultrafunk
3. Mujer policía
4. Superfucker
5. La vecina
6. El disco anal

Documental intro: Cuchi cuchi
1. Cuchi cuchi
2. Créditos

- Datos: Q5832175